# 13017 Owakenoomi
13017 Owakenoomi este un asteroid din centura principală de asteroizi.

## Descriere
13017 Owakenoomi este un asteroid din centura principală de asteroizi. A fost descoperit pe 18 martie 1988 la Yorii de Masaru Arai și Hiroshi Mori. Asteroidul prezintă o orbită caracterizată de o semiaxă mare de 2,56 ua, o excentricitate de 0,12 și o înclinație de 13,7° în raport cu ecliptica.